# 2011 au Burkina Faso
Cet article présente les faits marquants de l'année 2011 au Burkina Faso.

## Évènements
- Dimanche 20 février 2011 : mort d'un lycéen à Koudougou (ouest) tué par la police. Des manifestations de protestation à travers tout le pays font au moins six morts, dont quatre autres étudiants à Koudougou et dans ses environs.

- Mardi 29 mars 2011 : attentat à la roquette contre le palais de justice de la ville de Fada N'Gourma. Les responsables sont des militaires en colère qui tentaient de libérer de la prison civile l'un des leurs accusé du viol d'une jeune fille et ont ensuite bloqué avec des chars les accès à la ville[1].

- Mercredi 30 mars 2011 : le président Blaise Compaoré annonce « des mesures vigoureuses pour la protection de l'ensemble des populations et la sécurisation des biens publics et privés ». Le couvre-feu nocturne est instauré sur tout le territoire national[2].

- Vendredi 15 avril 2011 : mutinerie de la garde présidentielle à Ouagadougou, contre le non-versement d'une prime de logement qui leur avait été promise, La mutinerie s'est étendue à trois autres camps militaires. Le chef de l'État Blaise Compaoré s'est réfugié à Ziniaré, sa ville natale, à une trentaine de kilomètres[3]. Des pillages ont eu lieu. Le président est revenu au bout de quelques heures.

- Samedi 16 avril 2011 : des centaines de commerçants mécontents des pillages de la veille ont incendié le siège du parti au pouvoir, le Congrès pour la démocratie et le progrès[4] et d'autres bâtiments publics. Le gouvernement de Tertius Zongo a été dissous, le chef de l'état-major des armées général Dominique Djindjéré est remplacé par le colonel-major Honoré Nabéré Traoré[5]. Nouvelle mutinerie à Kaya menée pour « le paiement d'indemnité de logement, de primes alimentaires et des salaires du mois de mars qui n'ont pas été versés du fait de la fermeture des banques à cause de la mutinerie ».
- Dimanche 17 avril 2011 : dans la nuit, le mouvement de mutinerie gagne la garnison de Pô où des pillages ont eu lieu dans la ville, faisant deux blessés[6],[7].

- Lundi 18 avril 2011 : violente manifestation d'étudiants et de lycéens à Koudougou (ouest); le siège du parti au pouvoir a été incendié ainsi qu'une résidence de  l'ex-premier ministre Tertius Zongo et le lycée de la ville[8].

- Mardi 19 avril 2011 : nomination du nouveau premier ministre Luc-Adolphe Tiao en remplacement de Tertius Zongo. Auparavant, il était ambassadeur burkinabé à Paris[9],[10]. Le président Blaise Compaoré s'attribue le ministère de la Défense et des Anciens combattants[11].

- Mercredi 27 avril 2011 : nombreuses manifestations dans tout le pays faisant au moins six morts, des blessés et de nombreux pillages et dégâts matériels. À Koudougou, une manifestation des commerçants et des jeunes contre les taxes locales dégénère et plusieurs bâtiments ont été incendiés et pillés. À Bobo-Dioulasso, manifestation pacifique des producteurs de coton[12].

- Jeudi 28 avril 2011 : le président Blaise Compaoré annonce l'ouverture de négociations avec les militaires sur l'amélioration de leurs conditions de vie. Depuis plusieurs mois, le pays est le théâtre de pillages et violences de la part de soldats en colère. Des mesures pour améliorer le logement, l'habillement et les allocations alimentaires des soldats, vont être prises. D'autre part, des policiers ont commencé à se mutiner à Ouagadougou et dans plusieurs autres villes pour obtenir aussi  une amélioration de leurs conditions financières. Les manifestations de colère contre la vie chère concernent une importante partie de la population : militaires, jeunes, élèves et étudiants, magistrats, commerçants, personnels de santé, producteurs de coton et policiers[13].

- Vendredi 29 avril 2011 : mort d'un enfant blessé par une balle perdue lors d'une manifestation de policiers, mercredi. Le ministre de la Santé Adama Traoré indique que 6 personnes ont été tuées accidentellement et 10 autres blessées à Ouagadougou depuis le début des mutineries de soldats et de policiers.

- Samedi 30 avril 2011 : manifestation à Ouagadougou de plusieurs centaines de personnes pour exiger le départ du président Blaise Compaoré. Quelque 34 partis politiques avaient appelé à une « grande mobilisation »[14].